# وونغ تسز هو
وونغ تسز هو (بالصينية: 黃梓浩) هو لاعب كرة قدم ومدرب كرة قدم صيني في مركز نصف الجناح، ولد في 7 مارس 1994 في هونغ كونغ في الصين. شارك مع منتخب هونغ كونغ تحت 23 سنة لكرة القدم ومنتخب هونغ كونغ لكرة القدم. أما مع النوادي، فقد لعب مع نادي إيسترن سبورتس.

## وصلات خارجية
- وونغ تسز هو على موقع قاعدة بيانات كرة القدم.إي يو (الإنجليزية)
- وونغ تسز هو على موقع Soccerway.com (الإنجليزية)